# Chuỗi hàng hóa
Chuỗi hàng hóa là một quá trình được các công ty sử dụng để thu thập tài nguyên, biến chúng thành sản phẩm  hoặc hàng hóa và cuối cùng, phân phối chúng cho người tiêu dùng.  Đó là một loạt các liên kết kết nối nhiều nơi sản xuất và phân phối và dẫn đến một hàng hóa sau đó được trao đổi trên thị trường thế giới.  Nói tóm lại, đó là con đường kết nối mà từ đó một chuyến đi tốt từ nhà sản xuất đến người tiêu dùng.  Chuỗi hàng hóa có thể là duy nhất tùy thuộc vào loại sản phẩm hoặc loại thị trường.  Các giai đoạn khác nhau của chuỗi hàng hóa cũng có thể liên quan đến các ngành kinh tế khác nhau hoặc được xử lý bởi cùng một doanh nghiệp.
Một số nhà bình luận đã nhận xét rằng trong thời đại Internet, chuỗi hàng hóa đang ngày càng trở nên minh bạch hơn.  Dự án Wikichains.org đã áp dụng công nghệ wiki tương tự được Wikipedia sử dụng để giúp làm cho chuỗi hàng hóa trở nên minh bạch hơn.  "Chúng là một mạng lưới các quá trình sản xuất và lao động với kết quả cuối cùng là hàng hóa thành phẩm".  William Jones Esq.
Một chuỗi hàng hóa chứng minh rằng mỗi liên kết của một chuỗi liên kết sản xuất và tiêu dùng mở rộng giữa các nhà sản xuất và nhà cung cấp tài nguyên, nhiều nhà sản xuất, thương nhân và chủ hàng, nhà bán buôn và nhà bán lẻ. Thay vì một chuỗi tuyến tính, bảng mạch là một phép ẩn dụ tốt hơn cho khái niệm này bởi vì mọi thứ được kết nối với nhau theo nhiều cách, không chỉ là một đường thẳng. Nguồn này giải thích chuỗi hàng hóa toàn cầu theo chiều sâu. 